# Итаки (город)
Ита́ки (греч. Ιθάκη ή Βαθύ) — малый город в Греции. Расположен на высоте 10 метров над уровнем моря в центре острова Итаки на берегу гавани. В гавани находится остров Лазарето. Город Итаки является административным центром одноимённой общины и периферийной единицы. Население 1920 жителей по переписи 2011 года.
Отождествляется с гаванью Форкия, упоминаемой Гомером в «Одиссее».
В 1797 году остров был захвачен французскими войсками Наполеона, и в 1807 году в Итаки построен замок. При землетрясении 1953 года город был разрушен.
В Итаки находится археологический музей Вати, археологическая коллекция Ставроса и Морской этнографический музей (Ναυτικό-Λαογραφικό Μουσείο Ιθάκης, Ν.Λ.Μ.Ι.).

## Сообщество Итаки
В общинное сообщество Итаки входят деревня Аэтос и 10 островов. Население 1936 жителей по переписи 2011 года. Площадь 42,197 квадратного километра.
| Населённый пункт     | Население (2011), человек |
| -------------------- | ------------------------- |
| Аэтос                | 16                        |
| Аркудион (остров)    | 0                         |
| Атокос (остров)      | 0                         |
| Вромонас (остров)    | 0                         |
| Драконера (остров)   | 0                         |
| Итаки                | 1920                      |
| Карлонисион (остров) | 0                         |
| Лазарето (остров)    | 0                         |
| Макри (остров)       | 0                         |
| Оксия (остров)       | 0                         |
| Пондикос (остров)    | 0                         |
| Проватион (остров)   | 0                         |

## Население
| Год  | Население, человек |
| ---- | ------------------ |
| 1991 | 1784               |
| 2001 | 1932               |
| 2011 | ↘ 1920             |